# Gyermeknap (Japán)
A Kodomo no Hi vagyis a Gyermeknap  (こどもの日; Hepburn: Kodomo no Hi), ismert még Fiúk Napja (端午の節句; Hepburn: Tango no Sekku) néven is.
A Kodomo no Hi 1948-ban lett hivatalos állami ünnepnap, és része a Golden Week-ként emlegetett hosszú pihenőhétnek. Az ötödik hónap ötödik napjára, tehát május 5-ére esik.

## Története

### Tango no Szekku
Ez az ünnep eredetileg a Tango no Szekku (端午の節句) nevet viselte és Kelet-Ázsia majdnem mindegyik országában fellelhető más-más néven és más-más szokásokkal. A Tango no Szekku mindig a nyár, az esős idő beköszöntét jelentette és feltehetően Szuikó császárné uralkodása alatt kezdték el ünnepelni. Később a fiúk ünnepe lett, olyasmi, mint a Hina Macuri (雛祭り、”Baba ünnep”). Egy másik elnevezés szerint Sóbu no Szekku-ként (菖蒲の節句) emlegetik, ami az Írisz ünnepét jelenti, ennek a virágnak ugyanis rengeteg fontos jelentése van a japánok számára.
Bár ma már hivatalosan általános gyereknapnak számít, a szimbólumok, jelképek és hagyományok, mind az egykori Fiúk napjára emlékeztetnek. Két speciálisan ehhez a naphoz kötődő étel a kasivamocsi (柏餠), tölgyfalevélbe van becsavarva és attól különleges, hogy vörös bab lekvár van a belsejében nemcsak vörös bab paszta. A csimaki (粽) pedig olyan rizspaszta, melyet bambusz- vagy íriszlevélbe csavarnak be.
Tokióban, a Kaszumigaoka Nemzeti Stadionban gyermekek tízezrei vesznek részt szüleikkel együtt a Gyermekolimpián. A rendezvény teljesen olyan, mint az igazi olimpia, különösen 1964 óta, amikor Tokió adott otthont a játékoknak. Itt is kitűzik az olimpiai fáklyát, s a szülők és gyermekek különböző korcsoportokba osztva versenyeznek. Sokféle művészeti eseményt is rendeznek ilyenkor. A Jokohama Nó-színházban kjogen-előadást tartanak 18 fiatal színész részvételével, ami egyfajta komikus mű, és mintegy 600 évvel ezelőtt jött létre. Hagyományos jelmezben és meghatározott stílusban adják elő. A gyerekek hetente egyszer vagy kétszer járnak órára, hogy elsajátítsák az egyedi komikus kifejezésmódot, a mozgást és a legyező használatát.

### Kezdetben
Ezen a napon a szamurájok az összes fegyverüket és felszerelésüket kiállították a házaik udvarán, a gyerekek pedig katonai játékokat játszottak, csatákat idéztek fel, és a kardjaikat minden esetben egy írisz helyettesítette. Az Edo-kor kezdetén a felszerelések bekerültek a házba és később megjelentek mellettük a babák, akiket teljes harci díszbe öltöztettek. Mivel az ünnep eredetileg a busidó szellemiségét volt hivatott hirdetni, számos szabályt vezettek be, hogy ne vagyoni vetélkedés legyen ebből az ünnepből. Onnantól kezdve egy emelvényre ültethető, történelmi személyiséget vagy egy legendás alakot ábrázoló babát kezdtek használni, ezeknek a neve Musa Ningjó (武者人形), vagyis ”katona baba”. Ilyen alakok voltak például: Dzsinmu császár, Soki, Hotei, kabuki színészek, amint egy történelmi eseményt jelenítenek meg, Momotaró vagy épp Tokugava Iejasu. A harci felszerelés része a sisak, kard és lábszárvédők, miniatűr  szamuráj páncél, kard, íj és nyilak, néha egy tigris (erő, kitartás, bátorság szimbóluma), valamint egy fehér ló, ami pedig magát a császárt jelképezte. Május 5-én az emberek szívesen mennek el fürdőkbe, ahol speciális írisz-vizes fürdőt vesznek (Sobu-ju), hogy távol tartsák maguktól a betegségeket, a Sobu-szaké, ami az íriszből készült szaké erőt ad nekik és megvédi őket a gonosz szellemektől.

### Koi no Bori
Kodomo no Hi másik legfontosabb eleme a Koi no Bori (鯉幟). Ez egy ponty alakú papírsárkány , melyet májusban kitesznek egy hosszú rúdra minden olyan háznál, ahol fiú van a családban. Egy kínai legenda szerint a ponty, ami visszafelé úszik a vízben előbb-utóbb sárkánnyá válik, és felrepül az égbe. A ponty az erőt és kitartást szimbolizálja, és ahogy a szél röpteti ezt a sárkányt, úgy néz ki, mintha úszna a levegőben. Mindig nagyon színesek, az arany díszítés hivatott elűzni a rossz szellemeket. Így jelképezik, hogy szeretnék, ha fiúk nagyra nőne, erős lenne, és hosszú életet élne meg. A ház elé, rúdra kötik ki ezeket a sárkányokat, és manapság már szokás annyit kitenni, ahány tagú a család.

## Fordítás
Ez a szócikk részben vagy egészben az Children's Day (Japan) című angol Wikipédia-szócikk ezen változatának fordításán alapul.  Az eredeti cikk szerkesztőit annak laptörténete sorolja fel. Ez a jelzés csupán a megfogalmazás eredetét és a szerzői jogokat jelzi, nem szolgál a cikkben szereplő információk forrásmegjelöléseként.